# Olena Kryvytska
Ne pas confondre avec Olena Kravatska
Olena Kryvytska (en ukrainien : Олена Сергіївна Кривицька), née le 23 février 1987 à Rostov Veliki en Russie, est une escrimeuse ukrainienne, tirant à l'épée.
Elle est médaille de bronze par équipes lors des Championnats du monde de Moscou en 2015. Sélectionnée aux Jeux olympiques de Rio, elle s'incline 7-9 en huitième de finale face à Lauren Rembi. En 2017, Kryvytska monte sur son premier podium mondial en individuel en décrochant une médaille de bronze lors des championnats du monde à Leipzig.

## Palmarès
- Championnats du monde :
  -  Médaille de bronze par équipes aux championnats du monde 2015 à Moscou
  -  Médaille de bronze en individuel aux championnats du monde 2017 à Leipzig
  -  Médaille de bronze en individuel aux championnats du monde 2019 à Budapest

- Championnats d'Europe :
  -  Médaille d'or par équipes aux championnats d'Europe 2025 à Gênes